# Конча-Заспинська вулиця
Ву́лиця Конча-Заспинська — вулиця в Голосіївському районі міста Києва, місцевість Конча-Заспа. Пролягає від Столичного шосе до кінця забудови.

## Історія
Вулиця отримала назву в 1989 році, на честь генерал-майора Пилипа Матикіна, який у 1941 році брав участь в обороні Києва (керував зведеним військовим загоном у селищі Конча-Заспа).
18 травня 2023 року депутати Київської міської ради проголосували за перейменування вулиці на честь місцевості Конча-Заспа.